# El Faisán Fraccionamiento
El Faisán Fraccionamiento är en ort i Mexiko.   Den ligger i kommunen Santa María Huatulco och delstaten Oaxaca, i den sydöstra delen av landet, 500 km sydost om huvudstaden Mexico City. El Faisán Fraccionamiento ligger 131 meter över havet och antalet invånare är 109.
Terrängen runt El Faisán Fraccionamiento är platt söderut, men norrut är den kuperad. Terrängen runt El Faisán Fraccionamiento sluttar söderut. Runt El Faisán Fraccionamiento är det ganska tätbefolkat, med 60 invånare per kvadratkilometer. Närmaste större samhälle är Crucecita, 6,3 km öster om El Faisán Fraccionamiento. I omgivningarna runt El Faisán Fraccionamiento växer huvudsakligen savannskog.